# آمریتا ارورا
آمریتا ارورا (انگلیسی: Amrita Arora؛ زادهٔ ۳۱ ژانویهٔ ۱۹۸۱) یک هنرپیشه اهل هند است.
از فیلم‌ها یا برنامه‌های تلویزیونی که وی در آن نقش داشته است می‌توان به  قهرمانان اشاره کرد.

## فیلم‌شناسی
فهرست برخی از فیلم‌هایی که  آمریتا ارورا در آنها به ایفای نقش پرداخته است:
- قهرمانان
- عشق لعنتی
- دوست‌دختر
- هرج و مرج برمی‌گردد
- با من ازدواج می کنی؟
- آواره مجنون دیوانه
- خون
- یک به‌علاوه یک میشه یازده
- باشگاه مبارزه-فقط اعضا
- شارت